# Diving bomb
Diving bomb (em português Bomba caindo) é uma técnica de uso de alavanca em guitarra elétrica. Muito utilizada por instrumentistas como Joe Satriani, Dimebag Darrel, Steve Vai entre outros. Esta técnica consiste no uso de harmônicos naturais ou artificiais, seguidos da alavancada inicialmente para cima (esticando a corda) e rapidamente aplicada para baixo(afrouxando a corda). Desta forma, o som produzido é semelhante ao Efeito Doppler escutado na queda de um obus. A técnica foi difundida por Jimi Hendrix na célebre execução de Star Spangled Banner em Woodstock, onde o guitarrista fazia, através de seu instrumento, uma alusão à Guerra do Vietnã.